# 我在南方的家
《我在南方的家》為2016年5月遠流出版臺灣小說相關之書籍，作者是田中實加（陳宣儒）。作者以融合14年田野調查來的灣生故事，所寫成20萬字小說。作家劉克襄、張典婉和臺灣歷史學者駱芬美也為此書寫推薦文，以及獲得魏德聖、蔡詩萍、吳淡如、陳芳明、向陽、國立臺灣文學館館長陳益源、文史工作者姚銘偉、作家韓良憶、永樂座負責人石芳瑜、聚珍臺灣總監王子碩等人聯合推荐。

## 內容
在2016年田中實加以田中櫻代的經歷出版成書，內容講述臺灣日治時期的花蓮郡移民村故事，並於書中加入她過去10多年以來的灣生採訪紀錄。

## 爭議
在田中實加身分造假爭議發生後，遠流出版公司於2017年1月3日面對讀者提出《我在南方的家》及《灣生回家》的書籍內容質疑，表示可以退書或換購等值商品。